# Heterospilus balicyba
Heterospilus balicyba (лат.) — вид наездников рода Heterospilus из подсемейства Doryctinae семейства бракониды (Braconidae). Встречаются в Юго-Восточной Азии: эндемик южного Китая (провинция Хайнань). Название H. balicyba происходит от греческого латинизированного слова bali-, означающего «крапинка», и cybos, означающего «голова».

## Описание
Мелкие перепончатокрылые насекомые, длина тела от 3,4 до 4,3 мм (переднее крыло около 3 мм). Основная окраска коричневато-жёлтая. Голова коричневато-жёлтая, темнее дорсально, бледнее вокруг глаз. Мезосома почти чёрная, нотаули, вершинная половина срединной доли мезонотума и прекоксальная борозда коричневато-жёлтые. Метасома почти чёрная. Антенны коричневато-жёлтые до чёрных, два базальных сегмента коричневато-жёлтые, пять вершинных сегментов белые. Щупики бледно-жёлтые. Ноги коричневато-жёлтые, в нижней части бледные. Ножны яйцеклада темно-коричневые, бледнее в основании. Крылья слабо инфускатные. Птеростигма тёмно-коричневая. Усики нитевидные с 24 члениками. Предположительно, как и другие виды рода Heterospilus, паразитируют на жуках или бабочках. Вид был впервые описан в 2013 году китайскими и российским гименоптерологами Pu Tang (State Key Laboratory of Rice Biology and Ministry of Agriculture Key Laboratory of Agricultural Entomology, Institute of Insect Sciences, Чжэцзянский университет, Ханчжоу, КНР), С. А. Белокобыльским (ЗИН РАН, Санкт-Петербург), Jun-Hua He, Xue-Xin Chen. От близкого вида Heterospilus  alboapicalis отличается тем, что мезоскутум гладкий, область вокруг глаз бледнее, второй тергит длиннее, цвет тела более тёмный, а первый тергит шире апикально.